# Andrés Artuñedo
Andrés Artuñedo Martinavarro (Castellón, 14 de septiembre de 1993) es un jugador de tenis español. Artuñedo y Roberto Carballés ganaron  el Roland Garros de 2011 en la categoría júnior, a los americanos Mitchell Krueger y Shane Vinsant por 5-7, 7-6(7-5), [10-5].